# Eupodotis rueppelii
L'otarda di Rüppell (Eupodotis rueppelii (Wahlberg, 1856)) è un uccello della famiglia degli Otididi originario dell'Africa sud-occidentale. Deve il nome al naturalista tedesco Eduard Rüppell.

## Descrizione

### Dimensioni
Misura 60 cm di lunghezza, ma non abbiamo alcun dato riguardante il peso.

### Aspetto
L'otarda di Rüppell presenta, secondo alcuni autori, due sottospecie, E. r. rueppelii ed E. r. fitzsimonsi.
Il maschio ha la testa e il collo di colore grigio-blu. La nuca e la parte superiore del collo sono beige chiaro. Il becco è grigio. Diverse linee scure spiccano sulla regione della testa e del collo. Un sopracciglio nero, più o meno continuo, si estende generalmente dal becco alla nuca. Una fascia nera parte dalla gola fino alla zona alta del petto e un'altra scende dalla nuca verso il dorso. La parte superiore del corpo è marrone, il ventre e il petto sono color crema. Le zampe e le tre dita sono giallastre. Durante il periodo nuziale i colori sono più sgargianti. La femmina ha disegni della testa molto meno contrastanti e un piumaggio più opaco. La banda nera sulla gola è più sottile. I giovani assomigliano alle femmine. Questa specie può essere confusa solamente con l'otarda di Vigors (Eupodotis vigorsii), dalla quale si distingue per la colorazione molto più chiara delle zone inferiori.
Come è facile immaginare, nelle grandi distese desertiche in cui vivono, non è facile distinguerle correttamente.

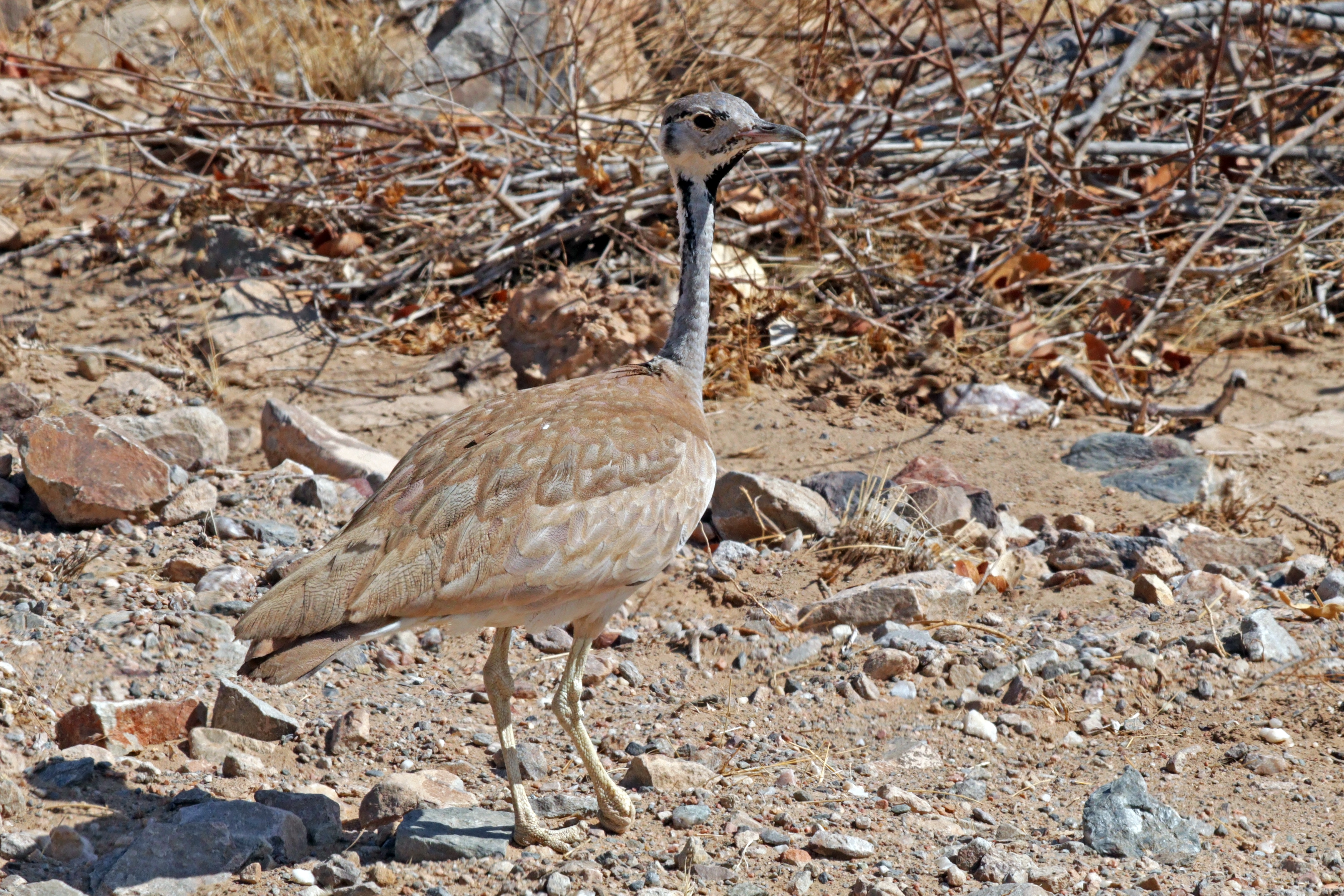
Maschio adulto
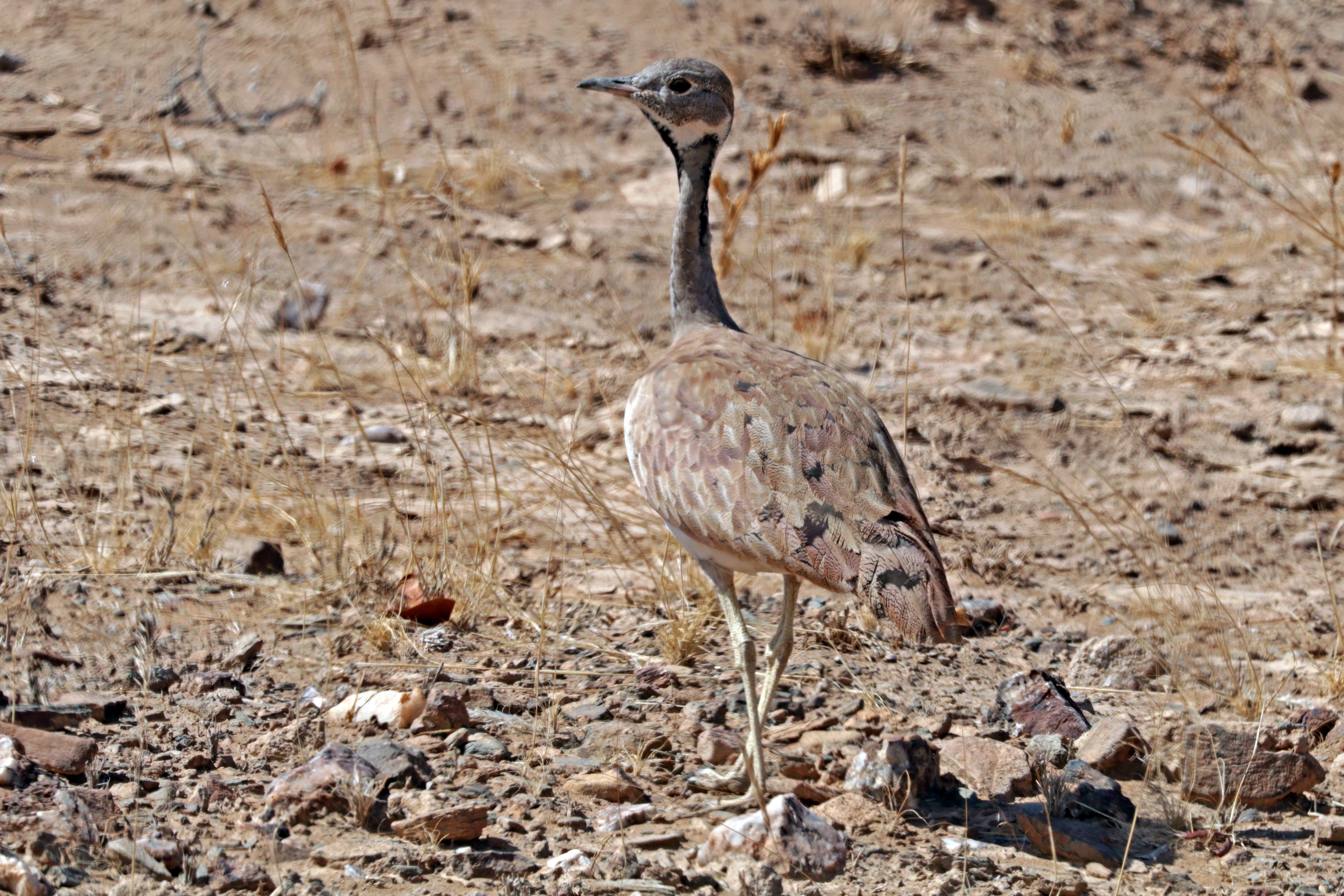
Maschio giovane

### Voce
Il suo canto è grave, ritmato, simile a quello di una rana. Consiste di due o tre sillabe kraak-rak o crook-rak-rak. La prima sillaba è più accentuata e più grave. Questo canto viene emesso all'aurora e al crepuscolo. Le coppie cantano in duetto emettendo un profondo e risonante waaa-a-re-e, waaa-a-re-e... Il maschio emette la prima nota, alla quale la femmina risponde con tre vocalizzazioni.
Il suo canto è simile a quello di Eupodotis vigorsii, ma è un po' più forte di volume.

## Biologia
Viene avvistata quasi sempre in piccoli gruppi di due o tre individui. Terminato l'allevamento dei giovani, può formare piccoli gruppi di sette o più individui. Quando viene disturbata si allontana correndo, ma si alza in volo volentieri quando è sotto pressione, di solito atterrando lontano dal suo luogo di involo.

### Volo
A causa della sua morfologia, questa specie è più adatta a camminare e correre che a volare.

### Alimentazione
L'otarda di Rüppell è onnivora. Si nutre di insetti, di foglie e di semi. Va in cerca di cibo sul terreno e ama in particolar modo le piante succulente. Cattura in volo la maggior parte degli invertebrati di cui si nutre, vale a dire farfalle, api, vespe, cavallette e formiche.

### Riproduzione
L'otarda di Rüppell è monogama. Le coppie si formano per tutta la vita. La femmina depone da uno a tre uova di colore rosa. Il nido viene costruito in una leggera depressione che ha scavato grattando il terreno e poi rivestito con fichi, paglia e foglie. Il nido viene spesso costruito al riparo di un cespuglio, così da proteggere i piccoli da potenziali predatori.
Il periodo di allevamento dei giovani si protrae da settembre a febbraio.

## Distribuzione e habitat
L'otarda di Rüppell è quasi endemica dell'Africa sud-occidentale, dove abita le regioni semidesertiche ove vi siano distese ciottolose e ghiaiose.
Il suo areale ricopre la Namibia e l'Angola sud-occidentale.

## Tassonomia
Ne vengono riconosciute due sottospecie:
- E. r. rueppelii (Wahlberg, 1856), diffusa lungo la regione costiera dell'Angola meridionale (a sud di Benguela) e della Namibia nord-occidentale;
- E. r. fitzsimonsi (Roberts, 1937), diffusa nella Namibia centro-occidentale.

## Conservazione
È difficile valutare con precisione le dimensioni della sua popolazione, ma l'otarda di Rüppell viene classificata come «specie a rischio minimo» (Least Concern) sulla lista rossa della IUCN.